# 烟管蓟
烟管蓟（学名：Cirsium pendulum）为菊科蓟属的植物。分布于俄罗斯、朝鲜、日本以及中国大陆的吉林、甘肃、黑龙江、山西、河北、内蒙古、陕西、辽宁等地，生长于海拔300米至2,240米的地区，常生长在林缘、山坡草地、岩石缝隙、林下、山谷、溪旁或村旁，目前尚未由人工引种栽培。